# Élősködők (film)
Az Élősködők (eredeti cím: Kiszengcshung (Gisaengchung), 기생충; angol cím: Parasite) 2019-ben bemutatott dél-koreai vígjáték-thriller, melyet Pong Dzsunho (Bong Jun-ho) rendezett. A filmet 2019. május 21-én a cannes-i fesztiválon mutatták be, ahol elnyerte az Arany Pálma-díjat.
Dél-Koreában május 30-ától vetítették a mozik, Magyarországon a Mozinet mutatta be 2019 októberében.
A film főszereplői Szong Gangho (Song Gang-ho), aki gyakori visszatérő színész Pong (Bong) filmjeiben, Csang Hjedzsin (Jang Hye-jin), Cshö Usik (Choi U-sik), Pak Szodam (Park So-dam), I Szongjun (Lee Seon-gyun), Cso Jodzsong (Jo Yeo-jeong) és I Dzsongun (Lee Jeong-eun).
A történet egy szegénységben tengődő családról szól, akik ármánykodás és csalás segítségével beférkőznek a gazdag Pak (Park) család bizalmába, azonban nem könnyű fenntartaniuk a hazugságokra épülő új életüket.
A film 167,6 millió amerikai dollár bevételt hozott, ezzel Dél-Korea 19. legsikeresebb filmje lett a hazai piacon. A kritikusok egyöntetűen pozitívan fogadták, számos sajtótermék éves toplistáján előkelő helyen végzett.
Bemutatása óta 180 díjat nyert, az Arany Pálma mellett többek között a BAFTA, a Screen Actors Guild, a Blue Dragon Film Awards, a New York-i Filmkritikusok Egyesülete vagy a BIFA is jutalmazta. Három Golden Globe-díjra jelölték; a legjobb idegen nyelvű filmnek járó díjat el is nyerte; koreai film korábban nem kapta meg ezt a díjat. Az alkotást hat Oscar-díjra jelölték, melyből négyet kapott meg, a legjobb eredeti forgatókönyv, a legjobb rendező, a nemzetközi film, valamint a legjobb film díját; utóbbival történelmet írt, az első nem angol nyelvű film lett, mely megkapta az elismerést.
A film szöuli külső forgatási helyszínei népszerű turistalátványossággá váltak.

## Cselekmény
Kim Githek (Kim Gi-taek) és családja egy félszuterénben lakik Szöulban, ahová nem süt be a nap, és rendszeresen az ablakuk alá vizelnek a részegek. A család alkalmi munkákból tengődik, miközben nagyra törő álmaik vannak. A wifit a szomszédos kávézóból lopják, és hajlandóak kifúrni a pizzéria részidős alkalmazottját is pletykák terjesztésével, csak hogy pénzhez jussanak. Egy nap az egyetemista korú, de a felvételit többször is elbukó Giu barátja, Minhjok (Min-hyeok) meglátogatja őket, és megkéri a fiút, hogy amíg ő külföldön van, korrepetálja helyette angolból a felső-középosztálybeli Pak (Park) család tinédzser korú lányát. Az állás jó pénzzel kecsegtet, ezért a fiú testvére, Gidzsong (Gi-jeong) hamisít neki egy egyetemi oklevelet.
Giu bekerül az újgazdag család villájába, ahol a túlzottan naiv és egyszerű gondolkodású szépasszony azonnal fel is fogadja a lánya angol nyelvi korrepetálójának. Közben Giu beajánlja a húgát (mint kívülállót) a család kisfiához rajztanárnak. Gidzsong (Gi-jeong) magának is hamisít papírokat, és neves rajzterapeutának adja ki magát. Miután sikerült a család közelébe férkőzni, tervet szőnek a sofőr és a házvezetőnő módszeres kirúgására, majd beszervezik az apjukat és az anyjukat a helyükre.
Csakhogy tökéletes tervükbe hiba csúszik: a család pincéjének titkos folyosói nem várt titkokat rejtegetnek, ami mindent megváltoztat.
A korábbi házvezetőnő ott rejtegeti a férjét négy éve.

## Szereplők
A Kim család
- Szong Gangho (송강호, Song Gang-ho) mint Kim Githek (김기택, Kim Gi-taek), munkanélküli családapa. Magyar hangja Holl Nándor.[15]
- Csang Hjedzsin (장혜진, Jang Hye-jin) mint Cshungszuk (충숙, Chungsuk), Kim felesége. Magyar hangja Orosz Anna.
- Cshö Usik (최우식, Choi U-sik) mint Kim Giu (김기우, Kim Gi-u), Kimék fia. Magyar hangja Czető Ádám.
- Pak Szodam (박소담, Park So-dam) mint Kim Gidzsong (김기정, Kim Gi-jeong), Kimék lánya. Magyar hangja Gulás Fanni.

A Pak (Park) család
- I Szongjun (이선균, Lee Seon-gyun) mint Pak Tongik (박동익, Park Dong-ik), gazdag cégtulajdonos. Magyar hangja Láng Balázs.
- Cso Jodzsong (조여정, Jo Yeo-jeong) mint Jongjo (연교, Yeon-gyo), Pak (Park) felesége. Magyar hangja Pikali Gerda.
- Csong Dzsiszo (정지소, Jeong Ji-so) mint Pak Tahje (박다혜, Park Da-hye), Pak (Park)ék tinédzser lánya. Magyar hangja Pekár Adrienn.
- Csong Hjondzsun (정현준, Jeong Hyeon-jun) mint Pak Taszong (박다송, Park Da-song), Pak (Park)ék tízéves kisfia. Magyar hangja Gergely Attila.

További szereplők
- I Dzsongun (이정은, Lee Jeong-eun) mint Kuk Mungvang (국문광, Guk Mun-gwang), Pak (Park)ék házvezetőnője. Magyar hangja Ősi Ildikó.
- Pak Mjonghun (박명훈, Park Myeong-hun) mint Kunsze (근세, Geun-se), a házvezetőnő férje. Magyar hangja Rába Roland.
- Pak Szodzsun (Park Seo-jun) mint Minhjok (민혁, Min-hyeok), Giu barátja.[16] Magyar hangja Berkes Bence.

## Gyártás

### Előkészületek
A film ötlete 2013-ban született meg. Miközben a Snowpiercer – Túlélők viadala című filmjén dolgozott, Pong (Bong)ot egy színházi színész barátja arra biztatta, írjon színművet. Húszas évei elején egy gazdag szöuli család fiát korrepetálta, és ezt az élményt akarta színműben megörökíteni. A Snowpiercer befejezését követően 15 oldalas treatmentet írt az Élősködők első feléből, amiből a Snowpiercer produkciós asszisztense, Han Dzsinvon (Han Jinwon) három forgatókönyvvázlatot írt. Az Okja befejezése után Pong (Bong) visszatért a félbehagyott projekthez, és befejezte a forgatókönyvet. Han társ-forgatókönyvíróként szerepel a film stáblistájában. A történet egy részét a Christine és Léa Papin-incidens inspirálta: két francia szobalányé, akik meggyilkolták munkaadóikat.
A film címét a rendező adta, ami kettős jelentéssel bír, és meg kellett győznie a marketingeseket a használatáról. A rendező szerint nyilvánvaló konklúzió lehet, hogy a cím a gazdag család otthonába beférkőző szegény családra utal, ezért a marketingcsapat hezitált a címet illetően. Ugyanakkor a gazdag család is tulajdonképpen parazita, hiszen mások munkáján élősködik: nem maguk mosogatnak, nem maguk vezetik az autót.
A film angol feliratát Darcy Paquet, Koreában élő amerikai filmkritikus, a koreanfilm.org weboldal megalkotója készítette, aki közvetlenül Pong (Bong)gal dolgozott együtt. Paquet különféle megoldásokat választott a film egyes elemeinek fordításához. Például a Ccsaphaguri (Jjapaguri) (짜파구리) nevű ételt, amely a Ccsaphagethi (Chapagethi) és Noguri (Neoguri) keveréke, úgy fordította: „ram-don”, azaz rámen-udon. A film angol nyelvű verziójában az angol ramyeon és udon szavak szerepelnek az étel zacskóján, ezzel segítve a nézőket a megértésben. Paquet úgy vélte, a ram-don kifejezés még biztosan nem létezik, miután az interneten rákeresett, és nem talált róla semmit. A Szöuli Nemzeti Egyetem helyett az Oxfordi Egyetemet használta a feliratban, a KakaoTalk alkalmazás helyett pedig a nemzetközileg ismertebb WhatsApp-ot. Azért választotta Oxfordot a Harvard helyett, mert egyrészt a rendező kedveli a brit kultúrát, másfelől pedig túlságosan sablonosnak vélte a Harvardot. Paquet szerint ahhoz, hogy a humor átjöjjön a feliraton keresztül, az embereknek azonnal meg kell érteniük, amit olvasnak, és kevésbé ismert kifejezésekkel a poén lényege elvész.

### Forgatás
A forgatás 2018. május 18-án kezdődött, és 77 forgatási nap után szeptember 19-én fejeződött be.
A film központi és szimbolikai szempontból is fontos elemét, Pak (Park)ék otthonát egy fiktív építész, Namgung Hjondzsa (Namgung Hyeonja) tervezte a történet szerint, a teljes ház azonban újonnan épített, nyitott filmdíszlet volt. I Hadzsun (Lee Ha-joon) látványtervező azt mondta, a Nap fontos tényező volt a külső helyszín megépítésekor, mert követniük kellett a Nap irányát, megjegyezni a pozícióját az adott időpontban, és ennek megfelelően megalkotni az ablakok elhelyezkedését és méretét. Az operatőr, Hong Gjongphjo (Hong Gyeong-pyo) határozott elképzelésekkel rendelkezett a világításról, kifinomult közvetett világítást tervezett, volfrámégők meleg fényével. Többször is ellenőrizték a Nap állását a kiválasztott területen, mielőtt végül megépítették a díszletet.
A házat a cselekménynek megfelelően tervezték meg, specifikus blokkolóelemekkel és szándékos szintezéssel, és figyelembe vették a képszélességet is. A kameramozgásokhoz is igazítani kellett a látványterveket, így az elkészült, digitálisan kiegészített lakóház sokkal inkább filmkészítési szempontok, mint valódi építészeti tervek alapján állt össze. Ahol csak lehetett, természetes fény használatára törekedtek, ezért is volt fontos a telek kiválasztása. Nem csak a gazdag család otthonát, de Kimék félszuterénjét is külső helyszínen építették meg. A szintezés szándékos: nem csak a Pak (Park)-házban jelenik meg a különféle szintekkel, beleértve a pincét is, de a két otthon földrajzi elhelyezkedése is szimbolikus: a gazdag ház világos, sok napfényt kapó magas dombon fekszik, míg a félszuterén a sötét, alacsonyan fekvő negyedben, ahová rengeteg lépcsőn kell a családnak „alászállnia”. Bár a szegénynegyed szintén csak díszlet volt, meglévő minták alapján építették meg, még a téglákat is úgy öntötték, hogy létező szöuli negyedekből vették a mintát, és szilikon öntőformákkal alkották újra őket.
A szöuli külső forgatási helyszínek között szerepelt például a Tvedzsisszal (Dwejissal) ábécé (돼지쌀슈퍼) Mapho (Mapo) kerületben, vagy a Csahamun (Jahamun)-alagút (자하문터널) és az ahhoz vezető lépcsők Csongno (Jongno) kerületben.

## Témák és interpretációk
A film két fő témája a társadalmi egyenlőtlenség és a társadalmi rétegek közötti konfliktusok. A kritikusok és maga a rendező is úgy véli, a film a modern kapitalizmusnak állít tükröt, mások pedig a Hell Csoszon (Hell Joseon)-jelenséggel hozzák összefüggésbe; ezt a kifejezést főképp fiatalok használják a dél-koreai élet nehézségeinek leírására. A film ugyancsak megmutatja a kapcsolatok fontosságát a koreai társadalomban, különösen a gazdagok köreiben, bár ugyanez igaz a Kim családra is.
Pong (Bong) szerint az Élősködők egy „lépcsőfilm”, melyben a lépcsők szerepe, hogy a Kim és a Pak (Park) család, valamint Mungvang (Mungwang) társadalmi pozícióját szemléltessék. A félszuterén, ahol Kimék élnek, tipikus életszíntér a szöuli szegények számára. Az ott lakóknak számos problémával kell számolniuk, úgymint a penész, a betegségek megnövekedett kockázata. Ugyanakkor ezek a lakások olcsóbbak. Monszun idején a filmben is ábrázolt áradás valós probléma, és tipikusan az ilyen lakásokat fenyegeti a leginkább.
A rendező úgy véli, a film végkifejlete és az általa kegyelemdöfésként jellemzett utolsó jelenet azt vetíti előre, hogy Giu (Gi-woo)nak nem fog sikerülni összeszedni a pénzt a ház megvásárlásához. A filmet záró dal Giu (Gi-woo) igyekezetéről mesél, hogy megvehesse a házat; Cshö Usik (Choi U-sik) szerint a fiúnak több száz évébe telne, hogy összegyűjtse rá a pénzt, de szerinte okos srác, így biztosan kitalál majd valamit, hogy megmentse az apját.

## Rendezői változat
A filmből készült fekete-fehér rendezői változat is, melyet nem sokkal a 92. Oscar-gála előtt mutattak be a Rotterdami Nemzetközi Filmfesztiválon. Pong (Bong) azért készítette el ezt a változatot, mert arra vágyott, hogy az ő filmjeit is a fekete-fehér nagy klasszikus filmek sorában említsék. A fekete-fehér változat már azelőtt készen volt, hogy a színest bemutatták volna Cannes-ban, és egyébként a rendezőnek nem ez az első filmje, amelyből ilyen verzió is készült.
Mivel a filmet eredetileg színesre tervezték, a fekete-fehér változat megalkotása nagy nehézségek elé állította a stábot, mert „nem lehet csak úgy számítógépre vinni és fekete-fehérré változtatni”. Voltak olyan jelenetek, például az árvíz, ahol a sáros víz hömpölygését fekete-fehérré alakítani igazi kihívás volt. Pong (Bong) úgy véli, ez a változat még jobban kihangsúlyozza a gazdagok és szegények közti különbséget, a színek megvonásával jobban lehet a textúrákra fókuszálni, és ő úgy érezte, hogy a cselekmény is brutálisabbá válik általa, sokkal realisztikusabb az élmény, „mintha pengével vágnának meg”.

## Filmzene
A film zenéjét Csong Dzseil (Jeong Jae-il) szerezte, az Oscar-díj a legjobb eredeti dalnak kategóriában a 15-ös rövidlistára is felkerült. A Szodzsu han csan (Soju han jan) (소주 한잔, angol címén A Glass of Soju) című dal zenéjét is ő komponálta, a dalszöveget pedig Pong (Bong) írta hozzá. A dalt a Giu (Gi-u)t alakító Cshö Usik (Choi U-sik) adta elő. A film zenéjének hangszerelését a Kaliforniában élő Sapszon Bálint zeneszerző és Elek Norbert billentyűs végezték. A Budapest Scoring zenészei játszották fel a filmzenét. Sapszon korábban is dolgozott már együtt Pong Dzsunhóval (Bong Junhóval) az Okja zenéjén. A film zenéjében domináns a zongora, de ritka hangszereket is megszólaltattak, például csembalót. Felcsendül az alkotásban Gianni Morandi In ginocchio da te című dala, de Händel Rodelindájából is hallhatóak részletek.
A filmzene 2019 májusában megjelent a streaming platformokon, majd CD és hanglemez formájában is kiadták.

## Megjelenés

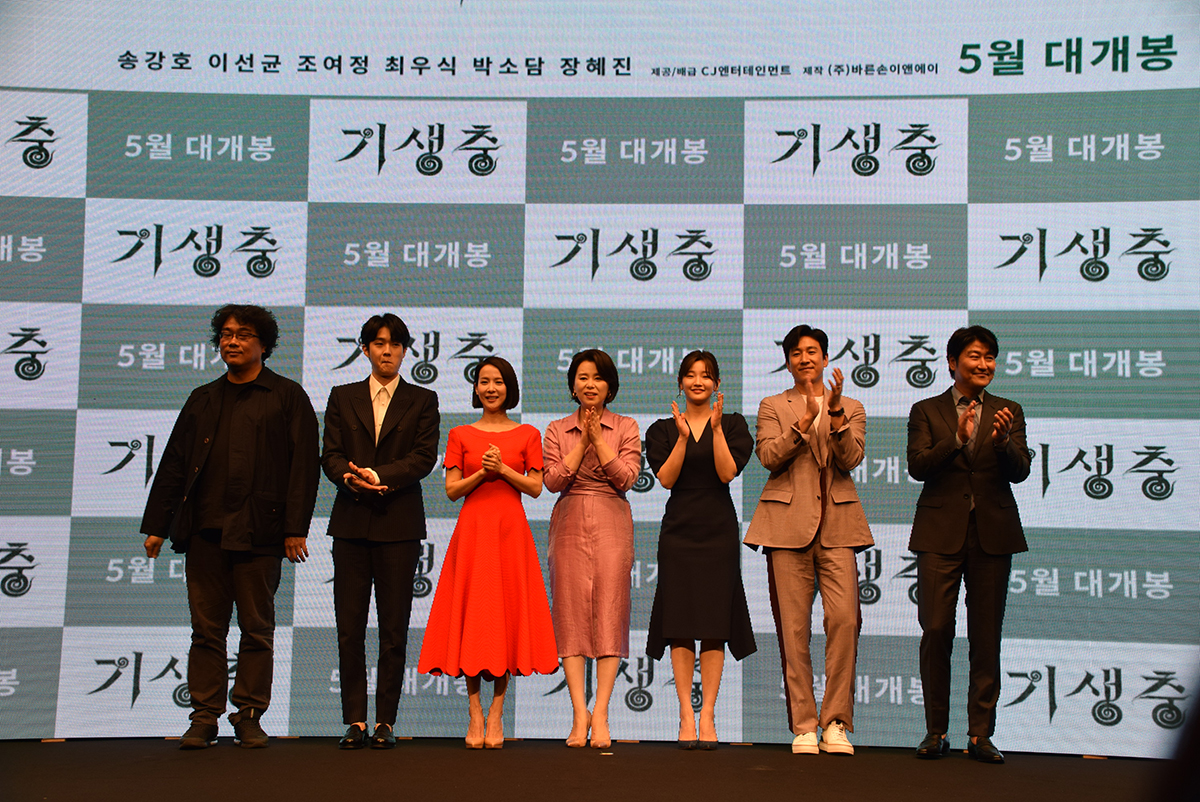
A film rendezője és szereplői

A filmet 2019. május 21-én a cannes-i fesztiválon mutatták be először. Dél-Koreában május 30-tól vetítették a mozik.
Az észak-amerikai forgalmazási jogokat a Neon vásárolta meg még a 2018-as American Film Marketen, és október 11-től vetítette a filmet. Németországban a Koch Films, Franciaországban a The Jokers, Japánban a Bitters End forgalmazta. Ausztráliában és Új-Zélandon a Madman Films mutatta be június 27-én, ahol a legsikeresebb koreai film lett, Ausztráliában a forgalmazó valaha volt legsikeresebb nem angol nyelvű filmje lett. Az Egyesült Királyságban és Írországban a Curzon Artificial Eye hozta forgalomba, 2020. február 7-től vetítették a mozik.
A magyarországi jogokat a Mozinet vásárolta meg, és a Mozinet Filmnapok keretében mutatta be először a filmet 2019 októberében. Ezt követően december 5-től lehetett országosan megtekinteni a mozikban.
Az Egyesült Államokban a Universal Pictures Home Entertainment jelentette meg a filmet blu-rayen, de számos európai és ázsiai országban is megjelent már, illetve tervezik megjelentetését DVD-n vagy blu-rayen. A film különféle streaming platformokon is elérhető, mint az iTunes, az Amazon, a Vudu, a Google Play vagy a YouTube Filmek. A magyarországi DVD- és streaming-megjelenés időpontja 2020 februárjában még nem volt ismert, de a Mozinet úgy nyilatkozott, hogy mindkettőt tervezik.

## Fogadtatás

### Bevételek és nézőszámok
Dél-Koreában több mint tízmillióan váltottak jegyet a filmre. Február 5-én 15 év után az első koreai film lett Japánban, melyet több mint egymillióan néztek meg. A magyar bemutató hetében 4916-an látták a hazai mozikban, február 27-ig bezárólag pedig több mint 46 000-en. Összesen 58 329 magyar néző látta a filmet moziban.
2020. február 9-ig az Amerikai Egyesült Államokban és Kanadában 35,5 millió dollárt jövedelmezett a film, míg a világ többi részén 132,1 milliót (Dél-Koreában 72 milliót), így összesen 167,6 millió dollárt termelt. Ezzel Pong Dzsunho (Bong Junho) első olyan filmje lett, mely átlépte a 100 millió dolláros nemzetközi bevételt.
Az amerikai premier hétvégéjén három moziból összesen 376 264 dollár bevételre tett szert, ami mozinként 125 421 dollárt jelent; ez idegen nyelvű filmnek korábban nem sikerült. A második hétvégére már 33 mozi vetítette, és 1,24 milliót jövedelmezett, majd a harmadik hétvégére 129 moziból újabb 1,8 millióra tett szert. A negyedik hétvégén 2,5 millió, az ötödik hétvégén pedig 2,6 millió volt a bevétele. A hatodik hétvégére már 620 mozinál tartott és 1,9 millió dollárt hozott. Az ezt követő hetekben is jól szerepelt a jegypénztáraknál. A tizedik héten lépte át a húszmillió dolláros határt az addig 306 moziban vetített film bevétele, vagyis filmszínházanként átlagosan 632 500 dollár volt a jegybevétel. Az Oscar-gála hetében, a megjelenését követő 18. héten, 1060 moziból újabb 1,5 millió dolláros bevételre tett szert.
Dél-Koreában a nyitó hétvégén 20,7 millió dollár, Magyarországon 2020. február 27-ig 67,5 millió forint bevételt termelt a film, összesen pedig mintegy 86 millió forintot.

### Kritikai fogadtatás

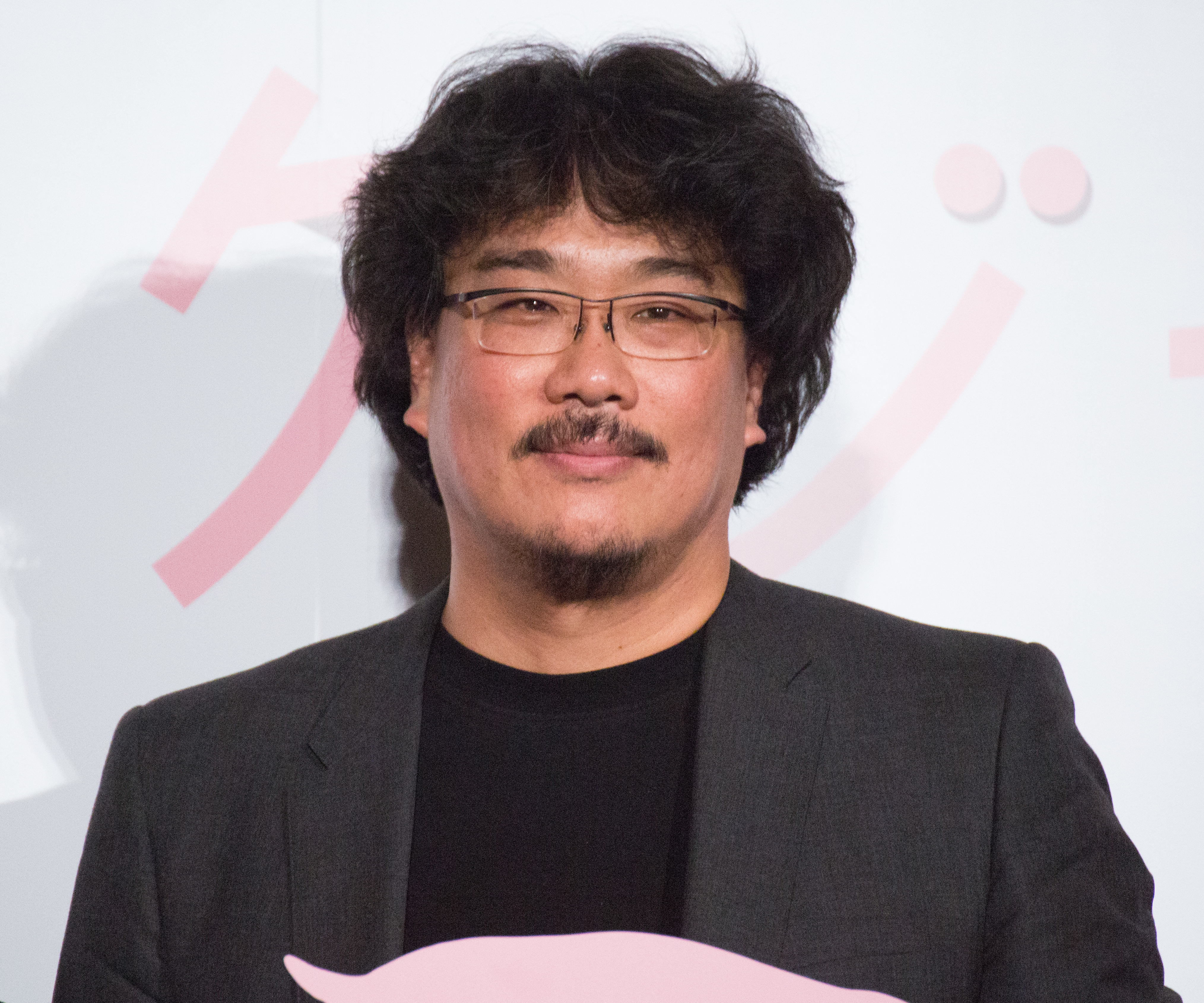
Pong Dzsunho (Bong Junho) rendezését kritikai siker övezte, többek között Oscar-díjjal is jutalmazták

A filmet szinte teljes egyetértésben pozitívan fogadták a kritikusok, a Rotten Tomatoes oldalán 99%-ot kapott 307 kritikus értékelését összesítve, átlagosan 9,41 ponttal a tízes skálán. A súlyozott átlaggal dolgozó Metacritic oldalán 100 pontból 96-ot kapott a film 48 kritikus értékelése alapján.
A.O. Scott filmkritikus a The New York Timestól rendkívül szórakoztatónak tartotta a filmet, értékelése szerint olyan „szellemes, bőkezű, esztétikailag felvillanyozó film, mely elmossa a művészfilm és a tömegfilm közötti unalomig ismételt határvonalakat.” Jessica Kiang a Variety magazintól úgy vélte, a rendező „briliáns formában” tért vissza, és úgy jellemezte az Élősködőket mint „az osztálydüh keserű vérén hízott kullancs”.
A Cinematrix szerint „a Joker mosolytalan, vérkomolyan vett társadalomkritikájával szemben az Élősködők mindezt a műfaji határok koreai filmekben szinte megszokott átlépésével, sok fekete humorral mutatja be”, „egyszerre thriller, társadalmi dráma, fekete komédia és horror”. A film úgy marad mindvégig szórakoztató, hogy közben társadalmi kérdéseket vet fel, gondolkodásra ösztönzi a nézőt, emiatt pedig a kritikus „a túlhúzott befejezést is” hajlandó megbocsátani a rendezőnek. A 24.hu szerint a filmet „nemcsak a kritikusok imádják, hanem a közönség is, talán azért, mert árnyaltan és kíméletlenül mutatja be, milyen indulatok feszítik ma a fejlett világ társadalmait”, és Pong Dzsunhót (Bong Jun-hót) „mesteri rendezőnek” nevezte. A film egyik lehetséges hiányosságaként említi a gazdag család tagjainak kidolgozatlan karaktereit, ugyanakkor azt mondja, „a figurák megformáltsága közötti különbség is művészileg indokolható döntés” ebben a filmben.
Vízer Balázs a PORT.hunak írt kritikájában nemes egyszerűséggel csak annyit írt: „Tessék ennek a filmnek egy Oscart adni!”

### Toplisták
Az Élősködők számos kritikus éves toplistájára felkerült, többek között a következőkre:
| Helyezés | Kritikus           | Sajtótermék        | Megjegyzés                                | Hiv.    |
| -------- | ------------------ | ------------------ | ----------------------------------------- | ------- |
| 1.       | Alissa Wilkinson   | Vox                | holtversenyben a Házassági történettel    | [ 88 ]  |
| 1.       | Dan Jackson        | Thrillist          |                                           | [ 89 ]  |
| 1.       | Justin Chang       | Los Angeles Times  | holtversenyben a Tőrbe ejtve című filmmel | [ 90 ]  |
| 1.       | Richard Lawson     | Vanity Fair        |                                           | [ 91 ]  |
| 2.       |                    | Sight & Sound      |                                           | [ 92 ]  |
| 3.       | A. O. Scott        | The New York Times |                                           | [ 93 ]  |
| 3.       | Amy Taubin         | Artforum           |                                           | [ 94 ]  |
| 3.       | David Sims         | The Atlantic       |                                           | [ 95 ]  |
| 3.       | Manohla Dargis     | The New York Times |                                           | [ 96 ]  |
| 3.       | Alison Willmore    | Vulture            |                                           | [ 97 ]  |
| 3.       | Bilge Ebiri        | Vulture            |                                           | [ 97 ]  |
| 4.       | Jake Coyle         | Associated Press   |                                           | [ 98 ]  |
| 5.       | David Edelstein    | Vulture            |                                           | [ 97 ]  |
| 6.       | Stephanie Zacharek | Time               |                                           | [ 99 ]  |
| 6.       | Eric Kohn          | IndieWire          |                                           | [ 100 ] |
| 8.       | Lindsey Bahr       | Associated Press   |                                           | [ 98 ]  |
| 9.       | Brian Truitt       | USA Today          |                                           | [ 101 ] |

Az IndieWire a 2010-es évek legjobb 100 filmjének listáján a 48. helyre sorolta az alkotást.

## Televíziós sorozat
Az HBO televíziós sorozatot tervez a film alapján, melynek executive producerei Pong (Bong) és Adam McKay lesznek, a gyártást a Kate Street Picture Company, a CJ Entertainment és a Hyperobject Industries közösen végzi majd. Pong (Bong) szerint az azonos című sorozat a filmben nem látható eseményeket dolgozza majd fel.

## Díjai és jelölései
Bemutatása óta a film 180 díjat nyert, az Arany Pálma mellett többek között a Blue Dragon Film Awards, a New York-i Filmkritikusok Egyesülete vagy a BIFA is jutalmazta. Három Golden Globe-díjra jelölték, a legjobb idegen nyelvű film, a legjobb forgatókönyv és a legjobb rendező kategóriákban. A legjobb idegen nyelvű filmnek járó díjat el is nyerte, koreai film korábban nem kapta meg ezt a díjat. A filmet négy BAFTA-díjra jelölték a legjobb film, legjobb rendező, legjobb eredeti forgatókönyv és legjobb nem angol nyelvű film kategóriákban, a legjobb idegen nyelvű film díját el is nyerte. A film a Screen Actors Guild-díjkiosztón elnyerte a legjobb szereplőgárda (mozifilm) díjat; a díjátadó történelmében először kapta idegen nyelvű film gárdája az elismerést.
Dél-Korea ezt a filmet küldte a 92. Oscar-gálára is. Az alkotást hat Oscar-díjra jelölték. Az Oscar-díjátadók történetében az Élősködők előtt csupán tíz idegen nyelvű filmet jelöltek a legjobb film díjára, és ezek közül csak a Tigris és sárkány volt ázsiai. A film négy díjat vihetett haza, és filmtörténelmet írt azzal, hogy nem angol nyelvű filmként először nyerte el a legjobb film díját. A legjobb nemzetközi játékfilm (korábban legjobb idegen nyelvű film) kategóriájában is győzött, koreai film itt sem nyert korábban. Emellett Pong Dzsunho (Bong Junho) a legjobb forgatókönyv társdíját, valamint a legjobb rendező díját is elnyerte.

## Fordítás
- Ez a szócikk részben vagy egészben  a   Parasite (2019 film) című angol Wikipédia-szócikk fordításán alapul.  Az eredeti cikk szerkesztőit annak laptörténete sorolja fel. Ez a jelzés csupán a megfogalmazás eredetét és a szerzői jogokat jelzi, nem szolgál a cikkben szereplő információk forrásmegjelöléseként.